# Tuyên Quang
Tuyên Quang es una ciudad de Vietnam, y es la capital de la provincia de Tuyên Quang. Tiene una población de 104 645 habitantes (2019).

## Historia
El puesto francés en Tuyên Quang fue defendido durante cuatro meses contra 12 000 tropas del ejército de Yunnan y el Ejército de la Bandera Negra por dos compañías de la Legión Extranjera Francesa durante la guerra franco-china (agosto de 1884 a abril de 1885). El asedio de Tuyên Quang aún se recuerda como una de las hazañas de armas más célebres de la Legión y se conmemora en la primera estrofa de «Le Boudin», su principal canción de marcha.
Durante el protectorado francés, Tuyên Quang sirvió como guarnición. Durante la República Democrática de Vietnam, el Viet Minh obligó a los legionarios a rendirse en el monumento conmemorativo de la batalla de Tuyên Quang, durante la primera guerra de Indochina (1946-1954).